# Maciej Marusik
Maciej Marusik pseud. Mietek (ur. 24 lutego 1900 we wsi Janinów w powiecie brzezińskim, zm. 6 czerwca 1944. we wsi Szynkowce w okręgu baranowickim na Białorusi) – działacz komunistyczny, partyzant sowiecki na Białorusi.
Syn Ludwika i Małgorzaty, robotnik w Fabryce Celulozy i Papieru we Włocławku, w 1926 wstąpił do Komunistycznej Partii Polski (KPP) we Włocławku. Członek Komitetu Dzielnicowego (KD), następnie Komitetu Okręgowego (KO) i Egzekutywy KO KPP Kutno-Włocławek. Na polecenie władz KPP wstąpił do legalnej PPS-Lewicy i był jej aktywnym działaczem. Członek rad nadzorczych we włocławskiej Kasie Chorych i Spółdzielni Spożywców, agitator na rzecz listy "Jedności Robotniczo-Chłopskiej" przed wyborami 1928, organizator wiecu chłopskiego w 1928 i wiecu 1-majowego 1930, członek komitetu fabrycznego podczas strajku 1930, uczestnik II Kongresu PPS-Lewicy 1931, wielokrotnie aresztowany i więziony za działalność komunistyczną. Od 1933 działał w Warszawie jako członek KO warszawa-Lewa Podmiejska. Działał też w Rzeszowie. Od jesieni 1939 w ZSRR, deputowany do Rady Miejskiej w Białymstoku. Po napaści Niemiec na ZSRR 1941 schwytany przez Niemców i osadzony w obozie w Drozdach, skąd uciekł i w marcu 1942 wstąpił do oddziałów partyzantki sowieckiej, walcząc w oddziale "Mstitiel" i "Narodnyje Mstitieli" w okręgu mińskim. Brał udział w wielu akcjach bojowych - kolejowych i drogowych, oraz w walkach z niemieckimi oddziałami karnymi. Członek WKP(b). Od 1943 partyzant oddziału im. Leninowskiego Komsomołu, następnie brygady o tej samej nazwie, dowódca oddziału specjalnego. Działacz ZPP. Zginął przypadkowo zastrzelony prawdopodobnie przez patrol VII batalionu 77 pp AK. Był odznaczony sowieckim Medalem Partyzanckim oraz, pośmiertnie, Orderem Czerwonej Gwiazdy. Pozostawił żonę i trzy córki. Igor Newerly upamiętnił go w książce "Pamiątka z Celulozy" (1952).